# P26/40 (harckocsi)
Az ellenséges tankok könnyedén elbánnak az olasz tankokkal, mivel fegyverzetben és páncélvédettségben alulmaradtak a szövetséges páncélosokkal szemben. Olaszország válasza az egyre nehezebb szövetséges tankok ellen a P26/40 volt.
Az olasz mérnökök úgy vélték hogy egy új 26 tonnás közepes tankot hoznak létre amely megállja helyét a harctéren.

## Története
Az új közepes tanknak 1940-ben kezdték meg a fejlesztését, de az első prototípus csak 1942-ben készült el. Az olasz hatalomátvétel idején 1943 szeptemberében is ritkaságnak számított, az olasz királyi hadseregben átlagosan 1 db volt a páncélos alakulatoknál. Így mikor elrekvirálták a németek, csak néhány páncélozott egységnek volt ilyen tankja, amelyekre másodlagos feladatokat bíztak. A Wehrmacht úgy vélte, hogy az egyetlen olasz tank amely méltó ellenfele a szövetségesek tankjainak ezért mintegy 100 darabot gyártottak a hatalomátvétel után is Panzerkampfwagen P40 737 (i) elnevezéssel. A legtöbbjüket az idő rövidsége miatt a Gót-vonal erődítményei mentén helyezték el motor nélkül. A helyzet romlott, amikor megjelentek a modernebb T–34/85, a Panther és a Cromwell tankok. Ezért tovább folytatták a fejlesztést amely csak a tervekig jutott el mivel időközben Olaszország kapitulált.

## Technika
A jármű meglehetősen fejlett technikájú dízelmotor kapott, ami a legújabb fejlesztésű szovjet motorokkal szinte azonos teljesítményt nyújtott. A bombázásoktól sújtva kevés motort készült és jelentős fejlesztési problémák miatt soha nem volt teljesen megoldott a gyártása. A páncéllemezeket oldalirányban megdöntötték, hogy a lövedékek lepattanjanak a páncélról, valamint utólag növelték a torony elülső páncélvastagságát (60 mm elöl és a hátsó oldala 50 mm), hogy megvédjék a személyzetet. A páncéltestre elöl 50 mm, oldalt és hátsó oldalán 40 mm-es és plusz lemezeket csavaroztak rá, hogy növeljék páncél hatékonyságát. A fegyverzet 75 mm Mod 37 ágyú, 63 darab 75 mm-es lövedékkel és Breda 2 darab 8 mm-es géppuska egy koaxiális és egy légvédelmi 600 lőszerrel. Összehasonlítva, a jármű teljesítménye megegyezett a Panzer IV tankokkal.

## Változatok
Két tervezett változata volt a P40-nek, az egyik a P43 amely tömege 30 tonna volt, 100 mm frontális páncéllal, fő fegyverzete egy hosszabb csövű 75 mm-es harckocsiágyú vagy a Semovente M41 90/53-ben használt 90 mm-es ágyú. Azonban, hogy ez a változat csak fából készült eredeti méretű modell volt, amelyet soha nem gyártottak. A P43 egy 480 lóerős benzinmotorral tervezték felszerelni.
A másik projekt a Semovente 149/40, amely a P40 páncéltest és a 149 mm/40 kaliberű tüzérségi ágyú összeházasításából jött létre. Ez a rendkívül mobil önjáró löveg azzal a céllal jött létre hogy felvegye a versenyt az amerikai M1 Long Tommal. Fegyverzete a legerősebb volt az Olasz Királyi Hadseregben mintegy 23 km a lőtávolsága. Egyetlen hátránya hogy kevés volt belőle a tüzérség továbbra is elsősorban elavult fegyverekkel harcolt. A hatalmas ágyú tömege és terjedelme miatt a löszereket egy másik járművel szállították mivel a P40 teste korlátozott méretű volt. A fegyvert 3 perc alatt tűzkésszé lehetett tenni a 17 perces vontatott tüzérségi változatával szemben.
Fejlesztését 1942-ben kezdték meg és 1943-ban tesztelték a prototípust. A fegyverszünet után a járművet a németek is használták. Végül az amerikai erők az invázió során mindet lefoglalták és elküldték az Aberdeen Proving Groundra vizsgálatra.